# Comté de Lamar (Alabama)
Pour les articles homonymes, voir Comté de Lamar.
Le comté de Lamar est un comté des États-Unis, situé dans l'État de l'Alabama.

## Géographie
Siège : Vernon.
Ville : Sulligent.

## Démographie
| 1870  | 1880   | 1890   | 1900   | 1910   | 1920   |
| ----- | ------ | ------ | ------ | ------ | ------ |
| 8 893 | 12 142 | 14 187 | 16 084 | 17 487 | 18 149 |

| 1930   | 1940   | 1950   | 1960   | 1970   | 1980   |
| ------ | ------ | ------ | ------ | ------ | ------ |
| 18 001 | 19 708 | 16 441 | 14 271 | 14 335 | 16 453 |

| 1990   | 2000   | 2010   | - | - | - |
| ------ | ------ | ------ | - | - | - |
| 15 715 | 15 904 | 14 564 | - | - | - |

### Comtés limitrophes
| Comté de d'Itawamba (Mississippi) | Comté de Marion  | Comté de Marion  |
| Comté de Monroe (Mississippi)     | Comté de Lamar   | Comté de Fayette |
| Comté de Lowndes (Mississippi)    | Comté de Pickens | Comté de Pickens |